# Elva (Estônia)
Elva (em estoniano: Elva linn) é uma cidade no sudeste da Estônia, na região de Tartu. Foi fundada em 1 de maio de 1938.
Elva tem dois grandes lagos. O lago Verevi tem uma área praiense arenosa e bem-desenvolvida que é muito popular no verão, servindo de hospedaria para eventos ao ar livre, já o lago Arbi tem canais litorâneos que servem para cultivo.

## História

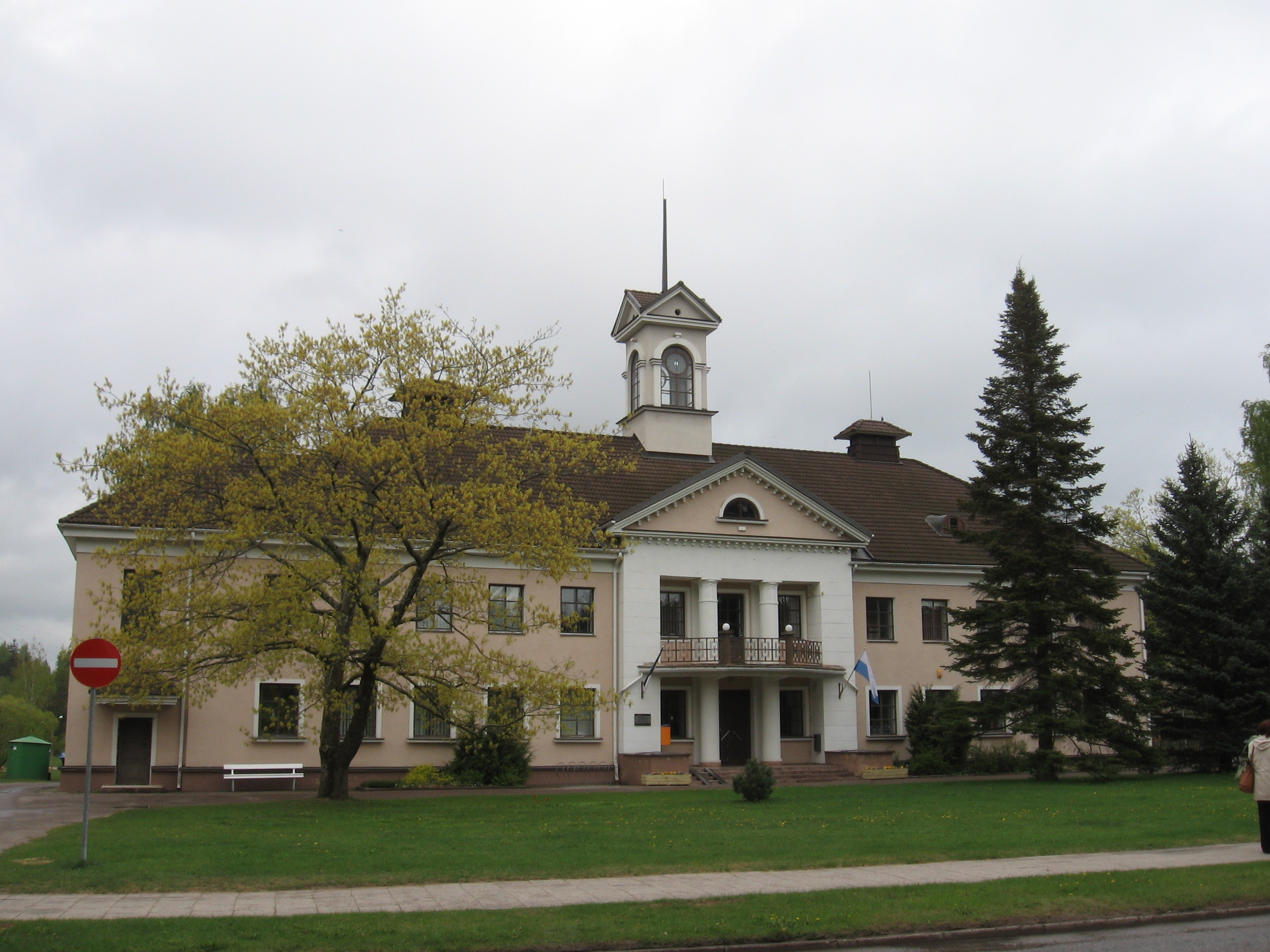
Prédio da Prefeitura de Elva.

Elva foi fundada pouco depois do complemento da rota de trem Tartu-Valga construída de 1886 a 1889. Elva foi mencionada pela primeira vez em um jornal estoniano em 1889.
Elva recebeu este nome a partir do rio Elva que aparece em livros do século XVII.
Em 1913 foi aberta uma escola de segundo grau, a Elva Gümnaasium,  e em 1 de maio de 1938 recebeu o título de cidade.
Durante a Segunda Guerra Mundial o centro urbano da cidade sofreu danos graves. De 1950 até 1962 Elva se tornou o Distrito Central da RSS da Estônia. Os direitos de Elva como cidade foram restaurados em 1965.

## Demografia
- Crescimento da população

| Crescimento da população da cidade de Elva (incluindo imigração a partir do ano 2000) | Crescimento da população da cidade de Elva (incluindo imigração a partir do ano 2000) | Crescimento da população da cidade de Elva (incluindo imigração a partir do ano 2000) | Crescimento da população da cidade de Elva (incluindo imigração a partir do ano 2000) | Crescimento da população da cidade de Elva (incluindo imigração a partir do ano 2000) | Crescimento da população da cidade de Elva (incluindo imigração a partir do ano 2000) | Crescimento da população da cidade de Elva (incluindo imigração a partir do ano 2000) | Crescimento da população da cidade de Elva (incluindo imigração a partir do ano 2000) | Crescimento da população da cidade de Elva (incluindo imigração a partir do ano 2000) | Crescimento da população da cidade de Elva (incluindo imigração a partir do ano 2000) | Crescimento da população da cidade de Elva (incluindo imigração a partir do ano 2000) | Crescimento da população da cidade de Elva (incluindo imigração a partir do ano 2000) | Crescimento da população da cidade de Elva (incluindo imigração a partir do ano 2000) |       |       |
| Ano                                                                                   | 1959                                                                                  | 1970                                                                                  | 1979                                                                                  | 1989                                                                                  | 2000                                                                                  | 2001                                                                                  | 2002                                                                                  | 2003                                                                                  | 2004                                                                                  | 2005                                                                                  | 2006                                                                                  | 2007                                                                                  | 2008  | 2009  |
| ------------------------------------------------------------------------------------- | ------------------------------------------------------------------------------------- | ------------------------------------------------------------------------------------- | ------------------------------------------------------------------------------------- | ------------------------------------------------------------------------------------- | ------------------------------------------------------------------------------------- | ------------------------------------------------------------------------------------- | ------------------------------------------------------------------------------------- | ------------------------------------------------------------------------------------- | ------------------------------------------------------------------------------------- | ------------------------------------------------------------------------------------- | ------------------------------------------------------------------------------------- | ------------------------------------------------------------------------------------- | ----- | ----- |
| População                                                                             | 4.800                                                                                 | 6.365                                                                                 | 6.358                                                                                 | 6 325                                                                                 | 6 031                                                                                 | 6 083                                                                                 | 6 116                                                                                 | 6 065                                                                                 | 6 054                                                                                 | 6 063                                                                                 | 6 066                                                                                 | 6 039                                                                                 | 6 035 | 6 209 |
- Nacionalidade e língua materna:

| Nacionalidade e língua materna em Elva | Nacionalidade e língua materna em Elva | Nacionalidade e língua materna em Elva | Nacionalidade e língua materna em Elva |
| Habitantes por nacionalidade           | Habitantes por nacionalidade           | Hablantes por língua materna           | Hablantes por língua materna           |
| Nacionalidade                          | Habitantes                             | Idioma                                 | Falantes                               |
| -------------------------------------- | -------------------------------------- | -------------------------------------- | -------------------------------------- |
| Estoniana                              | 5.865                                  | Estoniano                              | 5.684                                  |
| Russa                                  | 31                                     | Russo                                  | 249                                    |
| Ucraniana                              | 6                                      | Ucraniano                              | 23                                     |
| Bielorrussa                            | 1                                      | Bielorrusso                            | 4                                      |
| Finlandêsa                             | 5                                      | Finlandês                              | 32                                     |
| Letã                                   | 3                                      | Letão                                  | 5                                      |
| Outras                                 | 2                                      | Outros                                 | 12                                     |
| Sem definição                          | 82                                     | Sem identificação                      | 11                                     |
| Desconhecida                           | 25                                     |                                        |                                        |

## Atrações turísticas
Os prédios mais conhecidos da cidade são os da estação ferroviária, onde se encontram também o centro de turismo e hotéis. Ainda em Elva encontra-se o museu do condado de Tartu.

## Cidades-irmãs
| Cidades-irmãs de Elva | Cidades-irmãs de Elva |
| Cidade                | País                  |
| --------------------- | --------------------- |
| Kempele               | Finlândia             |
| Kristinehamn          | Suécia                |
| Perniö                | Finlândia             |

## Personalidades

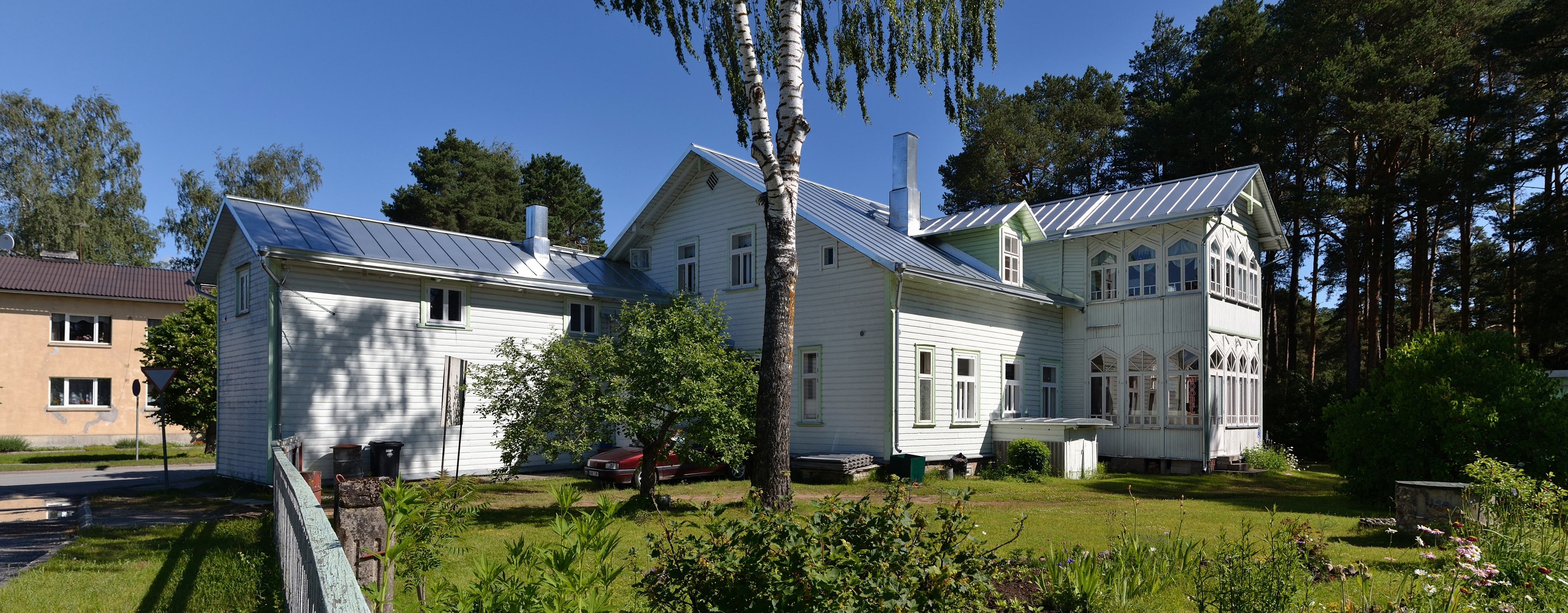
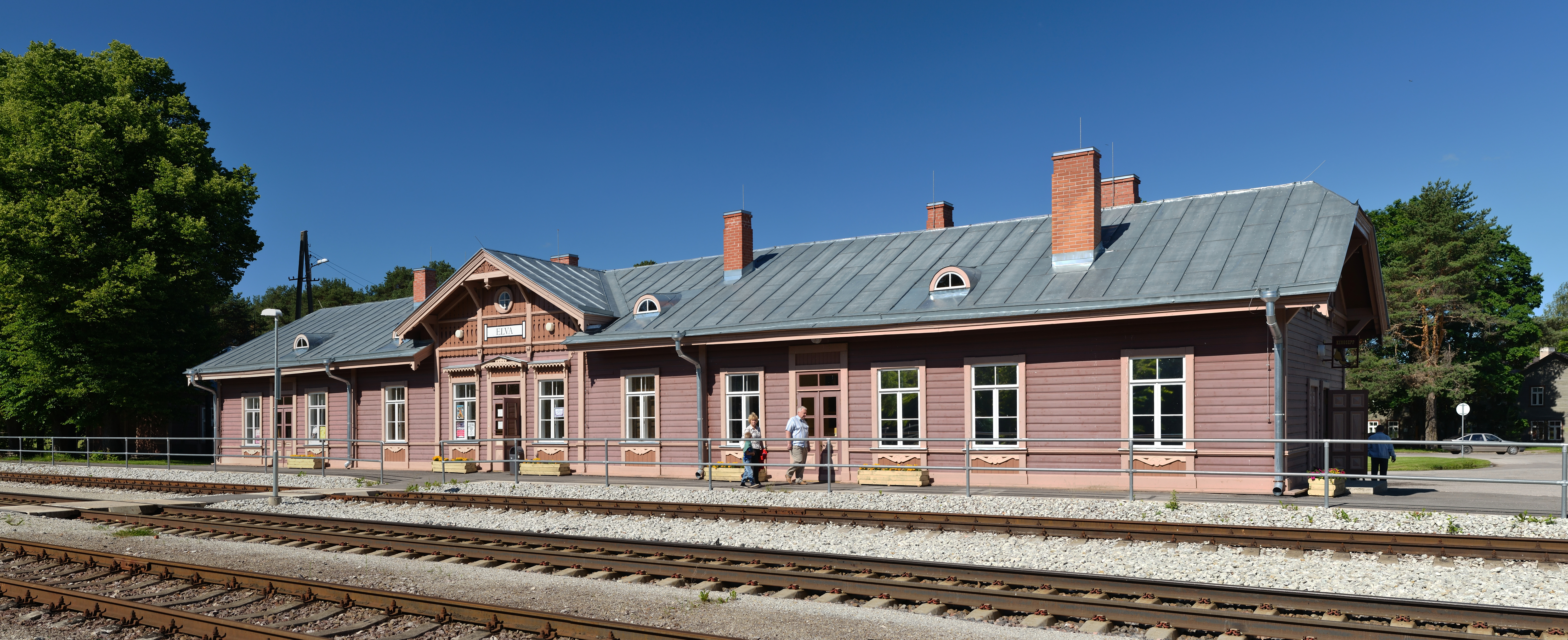

- Ain Kaalep, escritor.
- Kerli Kõiv, cantora e compositora.
- Luisa Värk, cantora e compositora.